# Tove Karlsson
Tove Karlsson är en svensk författare och samhällsdebattör född 1984. Hon har skrivit böckerna Att föda som en man, om den svenska förlossningsvården, och Homo systematicus, som introducerar systemismen, en fortsättning på poststrukturalismen.